# Loi Beauquier
La Loi des 21-24 avril 1906 organisant la protection des sites et monuments naturels de caractère artistique, à l’initiative de Charles Beauquier, est la première loi sur la protection des sites naturels, des paysages et des monuments naturels en France. Une loi qui sera abrogée et remplacée par la loi du 2 mai 1930.

## Création de la loi

### Initiative privée
La loi Beauquier est issue d’un long cheminement d’actions et de pensées. C’est avant tout l’initiative privée qui va montrer la marche à suivre par les politiques dans la protection des sites naturels donnant l’impulsion nécessaire à la création de cette loi. On peut évoquer par exemple les actions du Touring club de France et de la Société pour la protection des paysages et de l’esthétique de la France.

### Influence de la loi sur la protection des monuments historiques
C'est la loi du 30 mars 1887 sur la protection des monuments historiques qui va servir de modèle à celle de 1906 que certains considèrent comme « l’extension aux paysages définis comme autant de monuments naturels, de la politique menée à l’égard des chefs-d’oeuvre de l’architecture ».

### Importance de la source du Lison

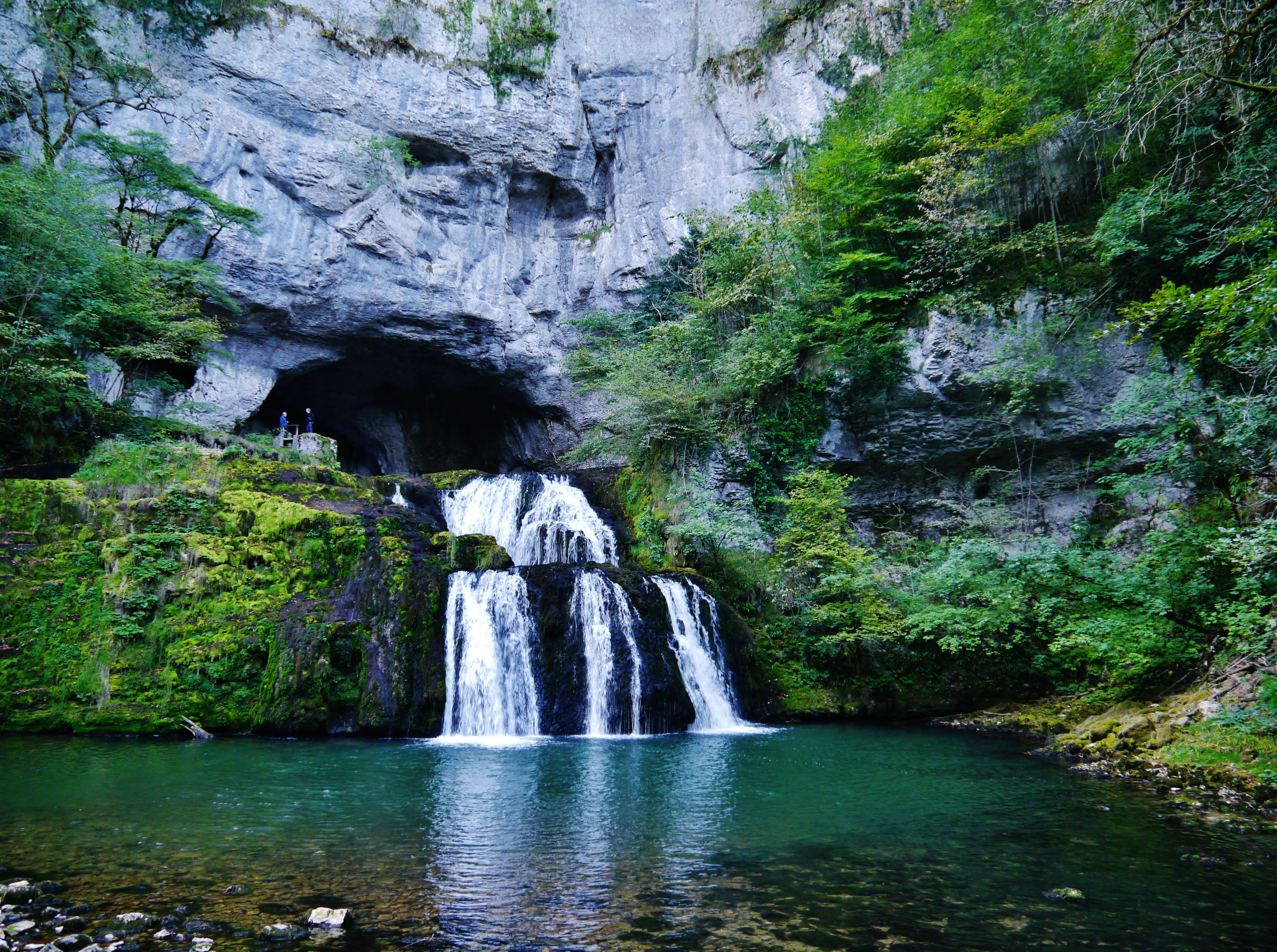
Source-résurgence du Lison - Haut-Doubs - massif du Jura.

La source du Lison et la bataille juridique dont elle fit l’objet, furent au cœur de la création de cette première loi sur la protection des sites naturels en France. Ce procès mettant, pour la première fois, la protection d’un site naturel avant les intérêts industriels donna l’impulsion nécessaire à Charles Beauquier pour présenter plusieurs projets de loi encadrant cette protection.

### Campagne législative dès 1901
Dès 1901 les projets de loi vont se succéder à l’initiative de Charles Beauquier.
Son premier projet date du 28 mars 1901 et peut être considéré comme une ébauche incomplète de la loi de 1906. À ce titre, il était prévu la mise en place d’un classement des sites dans chaque département, par une commission spéciale nommée par le conseil général et par le conseil municipal du chef-lieu avec une acceptation par le propriétaire impliquant une servitude et à défaut, en cas de refus, par la mise en place d’une indemnité de la part du département, des communes et de l’état.
Ce projet ne fut malheureusement pas pris en considération.
La même année, un deuxième projet en faveur des sites et des paysages vit le jour sous l’impulsion du député du Finistère M.Dubuisson qui voulait  spécifiquement agir pour les côtes Bretonnes. Ce projet de loi prévoyait un classement préparé par la commission départementale et prononcé par la ministre de l’instruction publique et des Beaux-Arts avec, encore une fois, la possibilité d’une expropriation prononcée par le Préfet en cas de désaccord avec les propriétaires intéressés.
Le troisième projet, qui marquera d’ailleurs la promulgation de la loi Beauquier de 1906 débuta en 1903. Le 5 février 1903, M.Beauquier déposait sur le bureau de la Chambre un nouveau projet, reprenant les meilleures idées des deux autres projets de manière très complète et très détaillée. La qualité du projet impliqua que le 2 février 1905, la chambre vote le projet de loi « sur discussion des articles sans observations » et qu’il fut transmis au Sénat et soumis à une commission présidée par M.Bérenger. Ce même projet était, dès le mois de mars 1906, défendu fortement par le Rapporteur Maurice Faure conduisant à la promulgation de la loi Beauquier le 21 avril 1906.

## Contenu de la Loi

### Objectifs
« Défendre et sauvegarder la magnifique part d’héritage dont la nature généreuse a si largement doté la France ».
Pour comprendre la portée et les objectifs poursuivis par cette loi il est primordial de définir les paysages, les sites et les monuments naturels. Le paysage est « une partie de territoire dont les divers éléments forment un ensemble pittoresque ou esthétique par la disposition des lignes, des formes et des couleurs ».Le site est « une portion de paysage d’un aspect particulièrement intéressant » et le monument naturel est "un groupe d’éléments dus à la nature, comme rochers, arbres, bouleversement du sol, accidents de terrain et autres, qui, séparément ou ensemble, forment un aspect digne d’être conservé ». Ainsi, l’objectif de cette loi est donc de protéger tout ce qui mérite de l’être et qui présente des caractéristiques naturelles tout en agissant de manière « ponctuelle et délimitée »
La loi s’article donc autour de 6 articles et a vocation à permettre le classement des sites naturels à protéger.

### Mécanismes juridiques de protection de la loi
Concrètement la loi repose sur deux mécanismes juridiques. En premier lieu elle fait appel au classement contractuel. Comme le droit de propriété est un droit sacré et inviolable depuis la révolution de 1789 , le législateur a du trouver une parade pour que ce droit ne devienne pas une entrave à l’intérêt général et pour éviter l’expropriation en raison de ce même intérêt général.
La loi Beauquier a été fortement inspirée par la législation antérieure sur les monuments historiques du 30 mars 1887, qui prévoyait que le classement d’un immeuble ne pouvait se faire qu’avec le consentement du propriétaire, avec une expropriation possible en dernier recours et dans le cas d’un refus de la part du propriétaire.
Le fait de contractualiser le classement présentait ici l’avantage non négligeable d’imposer des obligations contractuelles au propriétaire, renforçant donc ainsi la protection du site naturel visé.
Le second mécanisme juridique sur lequel repose cette loi  est l’expropriation. Elle intervient en dernier recours, lorsque la voie contractuelle n’a pas fonctionné et fait toujours appel à une indemnisation compensatrice. La mise en pratique de cette règle permet au propriétaire de se procurer une chose semblable à celle perdue ou « de la remplacer dans une situation analogue »
L’article 4 parle de la notion d’expropriation en ces termes « Le préfet, au nom du département, ou le maire, au nom de la commune, pourra, en se conformant aux prescriptions de la loi du 3 mai 1841, poursuivre l’expropriation des propriétés désignées par la Commission comme susceptibles de classement ». Ce pouvoir d’expropriation qui semble revenir aux préfets et aux Maires et été vivement critiqué par les contemporains de la loi pour sa difficile mise en application au regard des budgets locaux et de l’indemnité à apporter en cas d’expropriation.

## Impact de la loi
Cette loi, bien que remarquable pour son aspect novateur, va souffrir de ses faiblesses. Les difficultés de protection tenant à l’obtention d’un accord du propriétaire et à la mise en place compliquée de l’expropriation pour des questions de budget vont avoir pour conséquences d’amoindrir l’impact de la loi Beauquier. Au terme de ses 24 années de fonctionnement, la loi Beauquier a permis le classement et la protection de 500 sites. La majeure partie des sites classés étaient des propriétés domaniales, communales ou publiques. Cela peut, à postériori, être considéré comme un aveu d’échec de la loi qui à l’origine visait à la mise en place d’une protection uniforme de l’ensemble des sites naturels Français.

## Abrogation
La loi a finalement vu son impact s’amoindrir avec le temps jusqu'à devenir presque obsolète et fut remplacée par la loi du 2 mai 1930, qui peut être considéré comme une version améliorée et définitive de la loi Beauquier.